# Ratovi zvijezda: Posljednji Jedi
Ratovi zvijezda: Posljednji Jedi (u Hrvatskoj preveden i kao Ratovi zvijezda – Epizoda VIII: Posljednji Jedi; eng. Star Wars: The Last Jedi odnosno Star Wars – Episode VIII: The Last Jedi) je američki epski znanstveno-fantastični film iz 2017. godine čiji je redatelj i scenarist Rian Johnson. To je drugi film iz treće trilogije serijala Ratovi zvijezda te direktni nastavak prethodne epizode - Ratovi zvijezda: Sila se budi. Film je producirala kompanija Lucasfilm, a distribuirala kompanija Walt Disney Pictures. Glavne uloge u filmu su ostvarili Mark Hamill, Carrie Fisher, Adam Driver, Daisy Ridley, John Boyega, Oscar Isaac, Andy Serkis, Lupita Nyong'o, Domhnall Gleeson, Anthony Daniels, Gwendoline Christie, Kelly Marie Tran, Laura Dern i Benicio del Toro. Posljednji Jedi označio je posljednji glumački nastup glumice Carrie Fisher koja je preminula u prosincu 2016. godine, a sam je film njoj i posvećen. Radnja filma prati Rey koju za Jedi viteza obučava Luke Skywalker u nadi da će upravo njezina obuka pomoći Pokretu otpora u njihovoj borbi protiv Kylo Rena i zloglasnog Prvog reda.
Nakon što je kompanija Disney otkupila prava na filmski serijal Ratovi zvijezda u listopadu 2012. godine najavljeno je snimanje filma Posljednji Jedi. Film su producirali predsjednica kompanije Lucasfilm Kathleen Kennedy i Ram Bergman, a redatelj prethodne epizode J. J. Abrams ovdje je sudjelovao u ulozi izvršnog producenta. John Williams, skladatelj glazbe za sve prethodne epizode serijala i ovoga puta se vratio kako bi napisao glazbu za film. Scene za potrebe filma u Irskoj snimljene su još u rujnu 2015. godine u fazi pretprodukcije, a službeno snimanje filma trajalo je od veljače do srpnja 2016. godine u studijima Pinewood u Engleskoj. Postprodukcija je završena u rujnu 2017. godine.
Film Posljednji Jedi svoju je svjetsku premijeru imao u Los Angelesu, 9. prosinca 2017. godine, a u službenu kino distribuciju u SAD-u krenuo je 15. prosinca iste godine (dan ranije u kino distribuciju krenuo je u hrvatskim kinima). U prvom vikendu prikazivanja film je utržio 450 milijuna dolara u svijetu (u Hrvatskoj ga je pogledalo 61.463 ljudi u prvom vikendu) i ukupno zaradio 1,3 miljardi dolara, postavši film s največom zaradom 2017, te dobio većinom pozitivne ocjene filmske struke od kojih su posebno hvaljeni radnja, glumačka postava, akcijske sekvence, vizualni efekti, glazba i emotivna jačina priče; neki su ga kritičari smatrali i najboljim dijelom kompletne sage, nakon filma Carstvo uzvraća udarac. Nastavak filma, naslova Ratovi zvijezda: Uspon Skywalkera u kina je došao 20. prosinca 2019. godine.

## Radnja
Pripadnici Pokreta otpora predvođeni generalicom Leiom Organom upravo se nalaze u fazi evakuacije svoje baze kada stiže borbena flota Prvog reda. Nakon efektivnog, ali skupocjenog protunapada kojeg je predvodio Poe Dameron, letjelice Pokreta otpora bježe brzinom svjetlosti, ali ih Prvi red uspijeva pratiti zahvaljujući novoj napravi kojom raspolažu. Kylo Ren, Lein sin, uništava nekoliko letjelica Pokreta otpora, ali oklijeva kada treba lansirati rakete na glavni brod na kojem se nalazi njegova majka. Borbene letjelice TIE uspijevaju uništiti most broda Prvog reda, ubivši admirala Ackbara te ranivši Leiu nakon čega admiralica Holdo preuzima zapovjedništvo nad Pokretom otpora. Nezadovoljni njezinom pasivnom strategijom, Poe, Finn, BB-8 i mehaničarka Rose Tico smišljaju tajni plan uništavanja naprave za praćenje koju ima Prvi red.
U međuvremenu Rey je skupa s Chewbaccom i R2-D2-om u svemirskom brodu Millennium Falcon stigla na udaljeni planet Ahch-To kako bi pokušala regrutirati Lukea Skywalkera da se pridruži Pokretu otpora. Obeshrabren, Luke u početku odbija, čak i nakon što sazna za smrt Hana Soloa. Bez da to Luke zna, Rey i Kylo Ren započinju međusobno komunicirati putem telepatskih vizija. Na nagovor R2-D2-a, Luke u konačnici ipak pristaje obučiti Rey o Sili. Luke i Kylo ispričaju Rey dvije potpuno različite verzije incidenta nakon kojeg je Kylo prešao na tamnu stranu sile, a Luke joj priznaje da je u jednom kratkom trenutku razmišljao i da ubije Kyla nakon što je osjetio da ga je vrhovni vođa Snoke iskvario; upravo je to bio trenutak u kojem je Kylo u odmazdi pobio preostale učenike i buduće Jedi vitezove. Uvjerena da se Kylo još uvijek može preobratiti na svijetlu stranu, Rey napušta planet Ahch-To kako bi se suočila s Kylom bez Lukea. Luke se priprema zapaliti stari Jedi hram i knjižnicu koja se tamo nalazi, ali susreće se s duhom Yode koji to radi umjesto njega i ohrabruje ga da uči iz svojih vlastitih neuspjeha.
Admiralica Holdo otkriva svoj plan diskretne evakuacije preostalih članova Pokreta otpora koristeći male letjelice. Vjerujući da je njezin plan kukavički i riskantan, Poe započinje pobunu. Finn, Rose i BB-8 odlaze u Canto Bight kako bi zatražili pomoć od hakera DJ-a koji tvrdi da im može pomoći uništiti napravu za praćenje. Njih četvero se ubrzo potajno ubacuju na Snokeov brod, ali ih uhićuje kapetanica Phasma, premda BB-8 uspijeva pobjeći. U međuvremenu, Rey također dolazi na brod pa je Kylo odvodi do Snokea koji joj otkriva da je zapravo on cijelo vrijeme kontrolirao telepatsku povezanost između njih dvoje te da je to bio dio plana uništenja Lukea. Naređuje Kylu da ubije Rey, ali on umjesto toga ubija Snokea te se njih dvoje zajedno bore protiv Snokeovih čuvara. Nakon borbe, Kylo poziva Rey da skupa s njim vlada galaksijom što Rey odbija. Koristeći Silu, oboje se bore domoći svjetlosnog mača Lukea Skywalkera koji u ključnom trenutku puca na pola.
Za to vrijeme, generalica Leia se oporavlja i sputava Poea te dopušta početak evakuacije prema Holdinom planu. Holdo ostaje na brodu kako bi prevarila Snokeovu flotu dok članovi Pokreta otpora pokušavaju pobjeći do obližnje pobunjeničke baze na Craitu. Međutim, haker DJ razotkriva njihov plan te evakuacijski transporti bivaju bombardirani uz teške gubitke; Holdo tada žrtvuje svoj vlastiti život zabivši se svjetlosnom brzinom u Snokeovu flotu. U kaosu koji nastaje, Rey uspijeva pobjeći, dok se Kylo proglašava novim vrhovnim vođom. BB-8 oslobađa Finna i Rose te njih troje, nakon što poraze kapetanicu Phasmu, bježe i pridružuju se ostatku preživjelih na Craitu. Kada pripadnici Prvog reda dođu na Crait, Poe, Finn i Rose predvode napad jurišnim brodovima. Rey s Falconom privlači na sebe borbene letjelice TIE, dok Rose istovremeno spašava Finna od samoubilačkog pokušaja zabijanja u protivnički top koji razara utvrdu u kojoj se nalaze članovi Pokreta otpora.
U tom trenutku dolazi Luke koji se sam suočava s Kylo Renom kako bi omogućio preživjelim pobunjenicima bijeg u sigurno. Kylo naređuje vojsci Prvog reda da pucaju na Lukea što nema pretjeranog efekta pa se Kylo sukobljava s Jedi vitezom uz upotrebu svjetlosnog mača. Kylo udara Lukea, ali shvaća da se borio s Lukeovim duhom (Luke se zapravo cijelo vrijeme nalazi na svom planetu i uz pomoć Sile projicira samog sebe na Craitu). Luke objašnjava Kylu da on neće biti posljednji Jedi, dok istovremeno Rey koristi Silu kako bi pomogla ostatku pobunjenika da pobjegnu s Falconom. Na planetu Ahch-To, iscrpljeni Luke mirno umire i postaje jedno sa Silom. Leia uvjerava preživjele da Pokret otpora ima sve što im je potrebno za ponovno uzdizanje. U gradu Canto Bight, jedno od djece koje je pomoglo Finnu i Rose u bijegu hvata metlu uz upotrebu Sile te pogledom punim nade gleda u obzor svemira.

## Glumačka postava
- Mark Hamill kao Luke Skywalker - bivši Jedi Master koji se nalazi u samonametnutom prognanstvu na planetu Ahch-To.[10] On je sin Anakina Skywalkera i Padme Amidale. Hamill također nastupa u ulozi Dobbu Scaya, nazvanog prema montažeru filma Bobu Ducsayu. Tijekom scene čija se radnja odvija u gradu Canto Bight, lik zamjenjuje BB-8-a za automat za kockanje.[11][12][13]
- Carrie Fisher kao generalica Leia Organa - Lukeova sestra blizanka, bivša princeza planeta Alderaana i vođa Pokreta otpora. Ona je kćerka Anakina Skywalkera i Padme Amidale. Posljednji Jedi bio je posljednji film na kojem je glumica Fisher radila. Preminula je 27. prosinca 2016. godine,[14] nakon što je završila rad na filmu[15][16] koji je u konačnici njoj i posvećen.[17]
- Adam Driver kao Kylo Ren - sluga vrhovnog vođe Snokea u kojem je jaka tamna strana Sile, a ujedno je i predvodnik Vitezova Ren. Rođen je kao Ben Solo, sin Han Soloa i Leie Organe, nećak Lukea Skywalkera i unuk Anakina Skywalkera i Padme Amidale.[10]
- Daisy Ridley kao Rey - skupljačica smeća s planeta Jakku u kojoj je Sila jaka i koja se pridružuje Pokretu otpora te odlazi pronaći Lukea Skywalkera.[10]
- John Boyega kao Finn - bivši pripadnik vojske Prvog reda koji se priklanja Pokretu otpora.[18]
- Oscar Isaac kao Poe Dameron - visoko rangirani pilot borbenih letjelica X-wing u Pokretu otpora.[10][19]
- Andy Serkis kao vrhovni vođa Snoke - tajanstveni vođa Prvog reda i učitelj Kylo Rena.[10]
- Lupita Nyong'o kao Maz Kanata - pirat i saveznik Pokreta otpora.[10]
- Domhnall Gleeson kao general Hux - vođa bivše ubojite baze Prvog reda.[10]
- Gwendoline Christie kao kapetanica Phasma - zapovjednica vojske Prvog reda.[10][20]
- Kelly Marie Tran kao Rose Tico - članica Pokreta otpora koja radi u održavanju.[21][22]
- Laura Dern kao vice-admiralica Amilyn Holdo - službenica Pokreta otpora.[23]
- Frank Oz kao Yoda - preminuli bivši Jedi vitez, Lukeov mudri mentor koji se pojavljuje kao duh.[24]
- Benicio del Toro kao DJ - podzemni haker. Glumac Del Toro svoj je lik poistovijetio s nožem uz opasku: "Ako ga uhvatiš za oštricu, posjeći će te. Ako ga uhvatiš za dršku, on može biti vrlo, vrlo koristan".[25]

Joonas Suotamo pojavljuje se kao Chewbacca, a ulogu je preuzeo od Petera Mayhewa koji je u prethodnom nastavku Sila se budi glumio taj lik. Mayhew je, sa svoje 73 godine života, u filmu kreditiran kao "Chewbaccin savjetnik". Billie Lourd, Mike Quinn i Timothy D. Rose repriziraju svoje uloge pukovnika Connixa, Niena Nunba i admirala Ackbara iz prethodnih filmova. Amanda Lawrence pojavljuje se kao zapovjednica D'Acy, a Mark Lewis Jones i Adrian Edmondson tumače kapetana Canadyja i Peaveyja. Jedinicom BB-8 upravljaju lutkari Dave Chapman i Brian Herring, glas mu posuđuje Ben Schwartz, a za završne zvučne efekte zaslužan je Bill Hader čiji je glas modificiran putem sintesajzera. Jimmy Vee glumi R2-D2-a. Veronica Ngô tumači ulogu Roseine sestre Paige Tico, članicu Pokreta otpora koja žrtvuje vlastiti život kako bi uništila jedan od brodova Prvog reda.
Justin Theroux tumači ulogu glavnog hakera, dok Lily Cole nastupa u ulozi njegove pratilje. Joseph Gordon-Levitt ima glasovnu cameo ulogu kao Slowen Lo. Warwick Davis tumači Wodibina. Gareth Edwards, redatelj filma Rogue One: Priča iz Ratova zvijezda i Gary Barlow pojavljuju se u cameo ulogama vojnika Pokreta otpora. Redatelji Edgar Wright i Joe Cornish također se pojavljuju u cameo ulogama u filmu. Hermione Corfield tumači Tallie Lintru, jednog od pilota Pokreta otpora. Noah Segan i Jamie Christopher pojavljuju se kao piloti Starck i Tubbs. Hamillova djeca - Griffin, Nathan i Chelsea - u filmu se pojavljuju u cameo ulogama kao vojnici Pokreta otpora. Princ William, princ Harry i Tom Hardy su snimili cameo uloge kao pripadnici vojske Prvog reda.

## Produkcija

### Razvoj projekta
U listopadu 2012., kreator Ratova zvijezda George Lucas prodao je svoju produkcijsku kompaniju Lucasfilm, a s njom i franšizu Ratovi zvijezda, tvrtki The Walt Disney Company nakon ćega je Disney najavio novu trilogiju u serijalu. Ubrzo nakon toga je J. J. Abrams imenovan za redatelja prve epizode u trilogiji, Sila se budi, u siječnju 2013. U lipnju 2014., rečeno je da je redatelj Rian Johnson razgovarao o pisanju i režiji njegovog nastavka, epizodi VIII, te o tretmanu za treći film, epizodu IX, s Ramom Bergmanom koji bi snimio oba filma. Johnson je u kolovozu 2014. potvrdio da će režirati epizodu VIII. U rujnu je režiser Terry Gilliam pitao Johnsona kakav je osjećaj preuzeti nešto toliko poznato od drugog redatelja na što je Johnson odgovorio:

Tek sam započeo sa svime, ali dosad, iskreno, to je najzabavnija stvar na kojoj sam ikad pisao. Jednostavno je veselo. Ali za mene je i osobno, odrastao sam ne samo gledajući te filmove, već i igrajući se s tim igračkama, tako da su prvi filmovi koje sam slagao u svojoj glavi bili smiještenin u tom svijetu. Veliki dio toga je ta izravna veza, gotovo poput automatskog bacanja natrag u djetinjstvo na čudan način. Ali ne znam, pitajte me ponovo za nekoliko godina i moći ćemo razgovarati o tome.

Priča započinje odmah nakon posljednje scene od Sila se budi, te Johnson za svoju priču ogledao na filmove kao što su Twelve O'Clock High, Most na rijeci Kwai, Gunga Din, Three Outlaw Samurai, Sahara i Letter Never Sent za inspiraciju tijekom razvijanja ideja. 
U prosincu 2015., predsjednica Lucasfilma Kathleen Kennedy rekla je: "još nismo isplanirali baš svaki pojedini detalj [trilogije nastavka]", i da je Abrams surađivao s Johnsonom i da će Johnson zauzvrat surađivati s (tadašnjom) redateljem Epizode IX Colin Trevorrow kako bi se osigurao glatki prijelaz, te je Abrams ostao izvršni producent zajedno s Jason McGatlinom i Tomom Karnowskim.  Lucasfilm je 23. siječnja 2017. objavio naslov filma, Ratovi zvijezda: Posljednji Jedi. Tijekom produkcije je Mark Hamill izrazio neslaganje sa smjerom namjenenom za njegov lik, smatrajući da je izuzetno razočarani karakter suprotnim onim prethodnim optimizmom. Kasnije je Hamill rekao da žali zbog toga što je svoje početne nedoumice javno iznio i usporedio svoja neslaganja sa sukobima koje je imao s George Lucasom tijekom snimanja filma Povratak Jedija.

### Dodjela uloga
U studenom je Kennedy na londonskoj premijeri filma Sila se budi najavila da će se cijela glumačka postava vratiti za epizodu VIII, zajedno s "šakom" novih glumačkih članova. U veljači 2016., na početku snimanja, potvrđeno je da će Laura Dern i Kelly Marie Tran glumiti u još neodređenim ulogama. U travnju 2017. na proslavi Star Wars Orlando, Lucasfilm je objavio da Tran glumi radnika za održavanje otpora imenom Rose Tico, što je Johnson opisao kao najveću novu ulogu filma. Kako bi povratak Frank Oza kao Yoda ostao tajna, producenti su isključili Ozovo ime u naplati za marketing prije premijere i osigurali da Oz ostane tijekom snimanja na sceni.

### Snimanje
Snimanje je započelo tijekom predprodukcije na Skellig Michaelu u Irskoj 14. rujna 2015., zbog poteškoća u snimanju na tom mjestu tijekom ostalih godišnjih doba. Trebalo je trajati četiri dana, ali je otkazano prvi dan zbog loših vremenskih prilika i loših uvjeta. U studenom 2014., Ivan Dunleavy, izvršni direktor Pinewood Studios, potvrdio je da će film biti snimljen u Pinewoodu, s dodatnim snimkama u Meksiku. Del Toro je u rujnu 2015. otkrio da će glavno snimanje započeti u ožujku 2016; Kennedy je kasnije potvrdila da će snimanje filma započeti u siječnju 2016. Produkcija je započela rad na pozornici 007 u Pinewood Studios 15. studenoga 2015. Rick Heinrichs bio je dizajner produkcije.

U siječnju 2016. produkcija epizode VIII kasnila je do veljače zbog promjena scenarija, a ukupno snimanje filma bilo je u opasnosti zbog predstojećeg štrajka. Dodatna snimanja filma održana su u Dubrovniku, u Hrvatskoj od 9. do 16. ožujka, kao i u Irskoj u svibnju. Malin Head u okrugu Donegal i planinsko područje, Ceann Sibeal u okrugu Kerry, poslužili su kao dodatne lokacije za snimanje. Kako bi se povećala intimnost scena, Driver i Ridley bili su oboje prisutni prilikom snimanja razgovora preko Sile. Snimanje na lokaciji za bitku na planetu Crait održalo se u srpnju u solnim ravnicama Salar de Uyuni u Boliviji.

Dizajner produkcije Rick Heinrichs rekao je da je originalni scenarij zahtijevao preko 160 setova, dvostruko više nego što bi se moglo očekivati, ali da je Johnson sve "smanjio i rezao". Na kraju je 125 setova stvoreno na 14 zvučnih pozornica u Pinewood Studios.
Prema dizajneru stvorenja Neal Scanlanu, Posljednji Jedi koristi više praktičnih efekata od bilo kojeg Star Wars filma, sa 180 do 200 bića stvorenih praktičnim efektima, nekih izbačenih iz konačne montaže. Za Yodinu pojavu u filmu kao duha, lik je stvoren pomoću lutkarstva, kao što je to učinjeno u originalnoj trilogiji Ratova zvijezda (za razliku od računalno generiranih slika, koja je korištena za stvaranje Yode u većini prethodnika).
Scene na Canto Bight sadrže reference na film Brazil redatelja Terry Gilliama iz 1985. u kojem su Finn i Rose uhićeni zbog kršenja mjesta z parkiranje 27B/6.

## Priznanja

### Kritike
Web stranica za recenzije Rotten Tomatoes izvijestila je da je 91% kritičara filmu dalo pozitivnu recenziju na temelju 453 recenzije, s prosječnom ocjenom 8,09 /10. Konsenzus kritičara stranice glasi: "Ratovi zvijezda: Posljednji Jedi odaje počast bogatoj ostavštini sage, dodajući neke iznenađujuće preokrete - i pružajući svu emotivno-jaku akciju kojoj se obožavatelji nadaju." Na Metacritic film ima prosjek ocjene 85 od 100 na temelju 56 kritičara, što ukazuje na "opće priznanje".

Matt Zoller Seitz s RogerEbert.com dao je filmu četiri od četiri zvijezde, hvalivši iznenađenja i rizike koje je film uzeo, napisavši da "Film djeluje podjednako dobro kao ozbiljna avantura puna strastvenih junaka i zlikovaca i kao meditacija o nastavcima i franšizinom svojstvu... [Film] je zaokupljen pitanjima nasljeđa, zakonitosti i sukcesije i uključuje više rasprava o tome treba li ponoviti ili odbaciti priče i simbole prošlosti. " Pišući za Rolling Stone, Peter Travers je filmu dodijelio 3,5 od 4 zvijezde, pohvalivši glumce i režiju: "U hiper-vještim ste rukama Johnsona koji vam osigurava da ostavite multipleks osjećajući se euforično. Srednji dio aktualne trilogije, Posljednji Jedi svrstava se u najbolje iz Zvjezdanih ratova (čak i vrhunac koji je "Imperij uzvraća udarac") usmjeravajući put prema naprijed sljedećoj generaciji skywalkera - i, uzbudljivo, novoj nadi. "

Richard Roeper iz Chicago Sun-Times dao je filmu 3,5 / 4 zvijezde, rekavši, "Ratovi zvijezda: Posljednji Jedi ... ne dodjeluje sasvim isti emocionalni udarac [kao što je Sila se budi] i pomalo zaostaje u drugoj polovici, [ali] ovo je još uvijek vrijedno poglavlje iz franšize Star Wars, iskačući uzbudljivim akcijskim scenama, prožetim dobrim humorom i koji sadrže više od nekoliko sjajnih „povratnih poziva“ prethodnim likovima i ikoničnim trenucima. “ Za Hollywood Reporter, Todd McCarthy, rekao je: "prepun akcijom i zadovoljavanjem na način na koji njegova odana publika želi da bude, skok redatelja Riana Johnsona u svemir Georgea Lucasa općenito je ugodno iako se ponekad mući pronaći nešto korisno i/ili zanimljivo za svoje likove da rade. "

Will Gompertz, umjetnički urednik BBC News-a, dao je filmu 4/5 zvijezda napisavši "Rian Johnson ... nije vam pokvario Božić puretinom. Njegov dar vama je kreker, blockbusterski film prepunom dosjetljivosti, duhovitost, i hrpom akcije.“ Mark Kermode, britanski filmski kritičar, dao je filmu 4/5 zvijezda rekavši da se Johnson "dokazuje majstorom čina balansiranja, držeći zaraćene snage ove intergalaktičke franšize u gotovo savršenom skladu."  Nepredvidivost zapleta cijenili su recenzenti poput Alex Leadbeatera iz Screen Rant, koji je posebno komentirao da je Snokeova smrt "najbolji filmski zaokret u godinama".  Kreator franšize George Lucas, koji nije bio uključen u produkciju filma, opisao je Posljednji Jedi kao "lijepo napravljen" ubrzo nakon objavljivanja.  Njegova reakcija na Ratovi zvijezda: Sila se budi bila je općenito negativnija. 

Suprotno tome, Richard Brody iz New Yorker-a napisao je, "Unatoč nekoliko zapanjujućih ukrasnih detalja (od kojih većina uključuje crvenu boju) i tog kratkog središnjeg trenutka s više Rey, film se pojavljuje kao djelo koje je glačano, izravnano, strašno pročišćeno. Više od svega, nudi zastrašujuće izračunato pripovijedanje, umjetnu univerzalnost koja se dijelom postiže izričitim vjerskim referencama. " Kate Taylor iz The Globe and Mail dala je filmu 2/4 zvijezde, rekavši film pretrpio previše novih dodataka i napisala, "Vrhunske nove životinje, zreli negativci, velika junakinja, prigušen humor - dok nastoji podržati golemu kulturnu baštinu, ova se trilogija koja se razvija pokušava se boriti za održavanje ravnoteže koja se često čini izvan dosega. " Owen Gleiberman iz Varietyja kritizirao je film zbog prevelikog ignoriranja prošlih filmova rekavši da se" sada ponavljaju stvari koje su se već ponovile. Zavjera s pobunjenicima koja je naše junake dotrajeralo do kraja njihova borbenog duha, osjeća se kao ponovni pregled onoga što smo prošli prije godinu dana u Rogue Oneu, i pokušaji odjeka izgleda i raspoloženja i zamračenja dizajna 'Empire se uzvraća' sada jasno pokazuju da je nova trilogija službeni spomenik nostalgiji. "

### Kritike publike
Primanje publike mjereno metodama znanstvenog anketiranja bilo je vrlo pozitivno. Publika koju je CinemaScore nasumično anketirao na dan otvorenja, filmu je dala prosječnu ocjenu "A" na ljestvici od A do F. Ankete iz SurveyMonkeyja i ComScoreova PostTrak-a otkrili su da je 89% članova publike film ocijenilo pozitivno, uključujući rijetku ocjenu od pet zvjezdica.
Korisnički rezultati kod Rotten Tomatoes i Metacritic bili su negativniji. Kod Rotten Tomatoes 44% korisnika film je ocijenilo 3,5 zvjezdice ili više, dok je kod Metacritic prosječna ocjena korisnika 4,4. Nekoliko recenzenata nagađalo je da je koordinirano podnošenje glasova iz internetskih grupa i botova pridonijelo niskim rezultatima. Ocjene publike pronađene na web stranicama kao što su Rotten Tomatoes i Metacritic zahtijevaju samo registraciju i ne osiguravaju da su glasači koji su doprinijeli filmu pogledali film.  Quartz je napomenuo da su neki novi računi dali negativne ocjene i Posljednjem Jediju i Thor: Ragnarok, dok je Bleeding Cool izjavio da su se kritike za posljednji film poćele blago, ali potom i "naglo skočile".  Kao odgovor na tvrdnje o varanju, izvršni direktor Fandangoa izjavio je da osoblje Rotten Tomatoes nije otkrilo nikakvu neobičnu aktivnost na Posljednjem Jedi osim primjetnog "uzoraka u broju napisanih korisničkih pregleda".  Međutim, 2019. glasnogovornik Rotten Tomatoes potvrdio je da je film bio "ozbiljno ciljan" kampanjom za neuspijeh.
Recenzenti su primijetili i koliko je bilo podjele mišljenja publike oko Posljednjeg Jedia. Emily VanDerWerff iz Voxa je smatrala da su nezadovoljni ljubitelji film smatrali previše progresivnim, te da im se nije sviđao humor, zaplet ili karakterizacija likova, ili da su se osjećali izdano time što su ignorirne razne teorije obožavatelja. I drugi su recenzenti napravili slična zapažanja. Osobito je razdvojilo otkriće da su Reyni roditelji beznačajni; mnogi obožavatelji očekivali su da će ona biti Lukina kći ili će dijeliti lozu s nekim drugim likom iz izvorne trilogije. Bilo je i osjećaja da je Snokeov lik nerazvijen i da su Lukeova djela bila u suprotnosti s njegovim prethodnim junačkim prikazom. Recenzenti su izjavili da su se teorije obožavatelja toliko ukorijenile među nekim gledateljima da im je bilo teško prihvatiti različite priče, ali i da su drugi gledatelji cijenili radnju, ton i odstupanje filma od tradicije Ratova zvijezda.

## Nastavak

### Uspon Skywalkera
Epizoda IX: Uspon Skywalkera prikazana je za kino distribuciju 20. prosinca 2019. godine. Film je režirao J. J. Abrams, a u pisanju scenarija mu se pridružio Chris Terrio.

## Vanjske poveznice
- Ratovi zvijezda: Posljednji Jedi u internetskoj bazi filmova IMDb-a